# Osiky
Osiky (deutsch Ossik, früher Ossek) ist eine Gemeinde in Tschechien. Sie liegt zwölf Kilometer nördlich von Tišnov und gehört zum Okres Brno-venkov.

## Geographie
Osiky befindet sich in der Sýkořská pahorkatina, einer Untereinheit der Nedvědická vrchovina in der Böhmisch-Mährischen Höhe. Das Dorf liegt am nordöstlichen Fuße des Sýkoř (702 m) auf einem Sattel über dem Tal des Baches Besének im östlichen Teil des Naturparks Svratecká hornatina. Östlich erhebt sich der Láze (642 m), westlich der Bukový vrch (699 m) und im Nordwesten der Hrádky (627 m).
Nachbarorte sind Brumov im Norden, Bedřichov und Kunčina Ves im Osten, Žleby, Kozárov und Strhaře im Südosten, Synalov und Kopaniny im Süden, Běleč und Křeptov im Südwesten, Černvír, Louky und Skorotice im Westen sowie Chlébské im Nordwesten.

## Geschichte
Die erste schriftliche Erwähnung des Ortes erfolgte im Jahre 1390 als Teil der Herrschaft Lomnice.
Nach der Aufhebung der Patrimonialherrschaften bildete Osík ab 1850 einen Ortsteil der Gemeinde Brumov im Brünner Bezirk und Gerichtsbezirk Tischnowitz. 1880 wurde Osík eigenständig. Seit 1896 gehörte die Gemeinde unter dem Namen Osyky zum neu gebildeten Bezirk Tischnowitz. Seit 1923 findet der Ortsname Osiky Verwendung. Nach der Auflösung des Okres Tišnov kam Osiky mit Beginn des Jahres 1961 zum Okres Blansko. Seit Beginn des Jahres 2007 gehört die Gemeinde zum Okres Brno-venkov.

## Gemeindegliederung
Für die Gemeinde Osiky sind keine Ortsteile ausgewiesen.

## Sehenswürdigkeiten

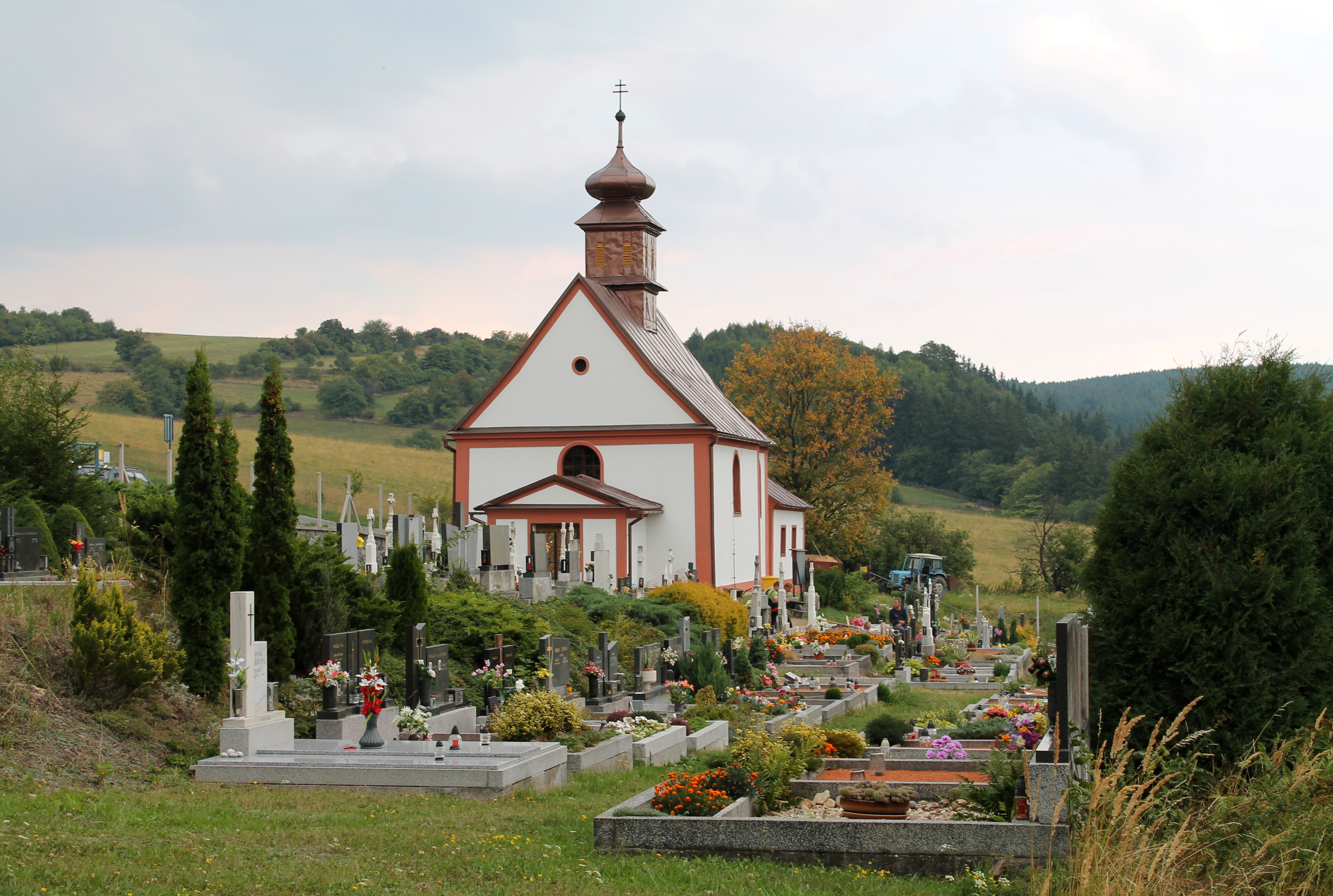
Friedhof und Stanislauskirche

- Kapelle der hl. Philomena mit hölzernem Glockenturm, erbaut 1852
- barocke Filialkirche des hl. Stanislaus, die einzeln stehende Kirche entstand im 18. Jahrhundert anstelle eines seit 1407 bestehenden Heiligtums. Das einen reichlichen Kilometer südlich des Dorfes über dem Tal des Besének gelegene Bauwerk ist von einem Friedhof umgeben, der von den Gemeinden Osiky, Strhaře, Brumov und Synalov genutzt wird.
- Reste der Burg Osiky auf einer bewaldeten Kuppe über der Stanislaus-Kirche. Die Anlage, deren ursprünglicher Name unbekannt ist, entstand in der 1. Hälfte des 13. Jahrhunderts. Möglicherweise handelt es sich um die nicht lokalisierbare Burg Zuzinov. Bis in die 2. Hälfte des 20. Jahrhunderts wurde diese Burg für die Burg Levnov gehalten, welche schließlich seit den 1980er Jahren mit der zuvor als Ketkovský hrad bezeichneten Anlage bei Ketkovice identifiziert wird.
- Büste des Großen Meisters Jára Cimrman am Hegerhaus Sýkoř
- mehrere Kreuze aus Pernsteiner Marmor
- Naturdenkmal Údolí Chlébského potoka, nordwestlich des Dorfes. Das 13,29 ha große Biotop am Bach Chlébský potok ist wegen seines großen Bestandes an Frühlingsknotenblumen geschützt
- Naturschutzgebiet Hrádky, um eine bizarr verwitterte Feldgruppe erstreckt sich über dem Tal des Chlébský potok ein Buchen-Ahorn-Bestand. Seit 1990 ist das Terrain auf einer Fläche von 24,92 ha geschützt.
- Naturdenkmal Sýkoř, südwestlich am gleichnamigen Berg, auf 96,45 ha ist ein Buchenwaldgebiet geschützt
- Naturdenkmal Horní Židovka, südlich des Dorfes, auf 24,02 ha befinden sich Buchen- und Buchen-Ahorn-Bestände mit einem Vorkommen der Quirlblättrigen Zahnwurz.

## Söhne und Töchter der Gemeinde
- Mario Korbel (1882–1954), Bildhauer